# منطقه ۲ شهرداری شیراز
منطقه ۲ شهرداری شیراز یکی از مناطق یازده‌گانه شهرداری شیراز می‌باشد که در جنوب و غرب بافت تاریخی قرار گرفته‌است. این منظقه از شمال به بافت تاریخی و مناطق ۳ و ۸ و ۱، از غرب به منظقه یک، از شرق به پایگاه هوایی شیراز و از جنوب به منظقه ۵ شهرداری محدود می‌شود. مساحت آن بالغ بر ۱۶۸۰۱ هکتار می‌باشد و به صورت خطی از شمال غربی به جنوب شرقی حول بافت قدیم شیراز از ناحیه غرب و جنوب کشیدگی دارد.

## مشخصات
- وسعت منطقه: ۱۱۶۸۹ هکتار
- مساحت بافت فرسوده منطقه: ۵۱۹ هکتار
- جمعیت منطقه: ۱۸۸۹۰۶ نفر
- تعداد خانوار منطقه: ۵۳۸۰۰ نفر
- تراکم جمعیت در منطقه: ۱۱۲ نفر در هکتار

## محدوده
- از طرف شمال: بلوار کریم خان زند، بلوار سیبویه و بلوار مدرس
- از طرف جنوب: میدان بسیج تا میدان ارتش، بلوار ابوذر غفاری و بلوار خلیج فارس
- از طرف شرق: بلوار زینبیه، بلوار محراب و پایگاه هوایی
- از طرف غرب: خیابان انقلاب و خیابان قاآنی شمالی

محدوده منظقه ۲ در حال حاضر شامل دو بخش کاملاً متمایز است: یکی محدوده پیرامون بافت تاریخی که دارای سابقه توسعه بیشتر و قدمت بیشتر بوده و بافت میانی شهر شیراز را شامل می‌شود و دیگری بخش شرقی و جنوب شرقی آن که محصول دهه اخیر است. در صورتی که محدوده پیرامون منظقه تاریخی – فرهنگی شیراز را مرحله اولیه توسعه شهری تلقی کنیم. سایر بخش ای منظقه دو حاصل عمل نیروهای توسعه شهری در سه دهه گذشته و به ویژه دو دهه اخیر بوده‌است.
شمال این منطقه یکی از بافت‌های تاریخی شهر شیراز است که از زندیه و جنوب آن را می‌توان به پل فسا، کمربندی شیراز، بلوار مدرس و فرودگاه شیراز اشاره کرد؛ همچنین این منطقه از غرب به میدان کوزه‌گری و بزرگراه رحمت و از شرق به بلوار مدرس و میدان ولیعصر امتداد یافته‌است.

## امکانات

### بوستان‌ها
| ردیف | نام                    | زمان انجام | زمان آغاز | سطح زیربنا (m2) | متراژ (m2) | آدرس                           |
| ---- | ---------------------- | ---------- | --------- | --------------- | ---------- | ------------------------------ |
| ۱    | پارک خانواده شمس       | ۹۴         | ۹۳        | ۲۵۰             | ۱۰۰۰۰      | کوچه ۳۳ خیابان شمس             |
| ۲    | بوستان لاله            | ۹۳         | ۹۲        | ۳۸۰             | ۴۴۸۳۳      | بلوار هرمزگان-خیابان فدک       |
| ۳    | بوستان انقلاب          | ۹۲         | ۹۲        | ۳۲۵             | ۱۸۵۵۱      | فلکه فخرآباد                   |
| ۴    | بوستان صنوبر           | ۹۲         | ۹۰        | ۴۵۵             | ۱۶۱۹۵      | خیابان ۳۵ متری نهضت سواد آموزی |
| ۵    | بوستان ترافیکی مروارید | ۸۹         | ۸۸        | ۱۰۰             | ۲۵۹۶۵      | بلوار دلاوران بسیج             |
| ۶    | بوستان امید            | ۹۰         | ۸۹        | ۲۷۰             | ۱۲۴۵۳      | دروازه کازرون                  |
| ۷    | بوستان ولیعصر          | ۹۱         | ۹۰        | ۱۷۰             | ۷۱۳۷۲      | میدان ولی عصر                  |
| ۸    | بوستان قیام            | ۸۹         | ۸۸        | .....           | ۵۱۰۰       | محله دباغی                     |
| ۹    | بوستان مشایخ           | ۹۰         | ۸۹        | .....           | ۵۵۰۰       | ۱۰ متری مشایخ                  |
| ۱۰   | بوستان غدیر            | ۸۸         | ۸۷        | ۱۹۰             | ۱۳۷۸۶      | پل غدیر                        |
| ۱۱   | بوستان کوی زهرا        | ۸۹         | ۸۸        | ۶۵              | ۲۲۰۰       | بلوار الزهرا                   |
| ۱۲   | پارک شکوفه             | ۸۱         | ۸۰        | ۳۴۵             | ۱۰۷۷       | بلوار الزهرا                   |
| ۱۳   | بوستان رحمت            | ۹۵         | ۹۳        | ۲۰۰             | ۵۰۰۰۰      | بلوار رحمت                     |
| ۱۳   | پارک فرزانه            | ۹۵         | ۹۳        | ۲۲۳             | ۱۲۵۰۰      | کوچه ۲۵ انقلاب                 |
| ۱۴   | پارک حاشیه ای محراب    | ۸۹         | ۸۸        | .....           | ۳۲۳۰۰      | خیابان محراب ضلع جنوبی پایگاه  |